# 小川隆章
小川 隆章（おがわ たかあき、男性）は、日本の漫画家。アフタヌーン四季賞でデビュー。

## 概要
ネイチャーコミックの旗手。ドゥーガル・ディクソンの著作の「マンガ版」も手がけている。

## 作品一覧

### 連載終了済み
- 渺々 - 「モーニング」（講談社）連載、単巻。未収録原稿あり。
- フューチャー・イズ・ワイルド - 原作:ドゥーガル・ディクソン&ジョン・アダムス、「漫画アクション」連載、単巻。
- 新恐竜 - 原作:ドゥーガル・ディクソン、「漫画アクション」(双葉社)連載、単巻。
- アンモの地球生命誌 - 双葉社。